# 世界飞镖大赛
世界飞镖大赛是由職業飛鏢聯盟组织的一系列飛鏢賽事。世界飞镖大赛於2013年開始舉辦。
2015年至2017年期間，世界飞镖大赛的總決賽於當年的11月在苏格兰格拉斯哥的布雷黑德竞技场举行，2018年，總決賽地點改到了奥地利維也納，2019年改到荷兰阿姆斯特丹的海尼根音樂廳，2020年的總決賽在萨尔茨堡舉行。